# Duele el corazón
Duele el corazón è un singolo del cantante spagnolo Enrique Iglesias, pubblicato il 18 aprile 2016 dalla Sony Music Latin.
Il brano vede la partecipazione del rapper portoricano Wisin.

## Classifiche

### Classifiche settimanali
| Classifica (2016) | Posizione massima |
| ----------------- | ----------------- |
| Austria           | 45                |
| Belgio (Fiandre)  | 11                |
| Belgio (Vallonia) | 18                |
| Francia           | 15                |
| Italia            | 4                 |
| Lussemburgo       | 1                 |
| Paesi Bassi       | 19                |
| Spagna            | 1                 |
| Svezia            | 42                |
| Svizzera          | 1                 |

### Classifiche di fine anno
| Classifica (2016) | Posizione |
| ----------------- | --------- |
| Argentina         | 6         |